# Till Brinkmann
Till Brinkmann (* 1. November 1995 in Paderborn) ist ein deutscher Fußballtorhüter.

## Karriere
Nach den Stationen BV Bad Lippspringe und SC Paderborn 07 wechselte Brinkmann in die Jugendabteilung von Arminia Bielefeld. Hier durchlief er alle restlichen Jugendabteilungen, bis hin zur U-19. Am 1. Juni 2014 bei der Nachholpartie des 33. Spieltags der Oberliga Westfalen kam er für die 2. Mannschaft zum Einsatz. Bei dieser 0:3-Niederlage gegen den TuS Ennepetal stand er über 90 Minuten auf dem Platz. Trotz dieser Niederlage wurde er mit der 2. Mannschaft der Arminia Meister in der Oberliga Westfalen. Nur kurze Zeit später im Juli 2014, wechselte er innerhalb der Liga zum Regionalligaabsteiger SV Lippstadt 08. 
Er blieb über die gesamte Spielzeit 2014/15 ohne Einsatz. Im Sommer 2015 wechselte er zur 2. Mannschaft des SC Paderborn, welche gerade in die Oberliga Westfalen aufgestiegen war. Hier kam er zu Einsätzen und stand ab 2016 im Kader der 1. Mannschaft. Sein Debüt in der 3. Liga gab er am 3. Dezember 2016, den 17. Spieltag. Bei der 0:3-Niederlage gegen den FSV Zwickau absolvierte er die gesamte Partie. Von Januar bis Juni 2017 war Brinkmann in die Regionalliga Südwest an Eintracht Trier ausgeliehen. Er absolvierte lediglich 2 Partien im Rheinlandpokal für Trier. Im Sommer 2017 kehrte er nach Paderborn zurück.  
Zur Saison 2018/19 wechselte er zum VfB Germania Halberstadt in die Regionalliga Nordost. Nach Ablauf der Spielzeit 2018/19, war Brinkmann von August 2019 bis Januar 2020 vereinslos. Er schloss sich danach erneut der zweiten Mannschaft des SC Paderborn 07 an und bestritt bis zum Ende der Saison 2019/20 zwei Spiele in der Oberliga Westfalen. Im Sommer 2020 wechselte Brinkmann zum drittliga Aufsteiger SC Verl. In der Spielzeit 2020/2021 kam er insgesamt zu 3 Einsätzen über 90. Minuten beim SC Verl, alle drei Partien endeten unentschieden (1:1 gegen den Hallescher FC und 1. FC Kaiserslautern, sowie ein 2:2 gegen den FC Viktoria Köln). Nach Ablauf seines Vertrags war Brinkmann von Juli bis September 2021 vereinslos.  
Am 16. September 2021 schloss er sich dem FC Energie Cottbus in der Regionalliga Nordost an und unterschrieb einen Vertrag bis zum 30. Juni 2022. Brinkmann absolvierte insgesamt 2 Einsätze in der Liga und eine Partie im Viertelfinale des Brandenburgischen Landespokals für Energie. Nach Ablauf des Vertrags war Brinkmann von Juli 2022 bis Januar 2023 vereinslos, ehe ihn Rot Weiss Ahlen verpflichtete. Brinkmann absolvierte 11 Partien für Ahlen in Regionalliga West und behielt dabei zwei Mal eine weiße Weste. Mit Ahlen belegte er am Ende der Spielzeit 2022/23 den 16. Platz und konnte mit dem Verein somit den Klassenerhalt feiern.  
Im September 2023 ging er dann nach kurzer Vereinslosigkeit weiter zum TSV Steinbach Haiger in die Regionalliga Südwest. Brinkmann konnte für den Club keinen Einsatz verzeichnen und ist seit Januar 2024 erneut vereinslos.

## Erfolge
- Westfalenpokal-Sieger: 2017
- Brandenburgischer-Landespokal-Sieger: 2022